# Finestra de teulada

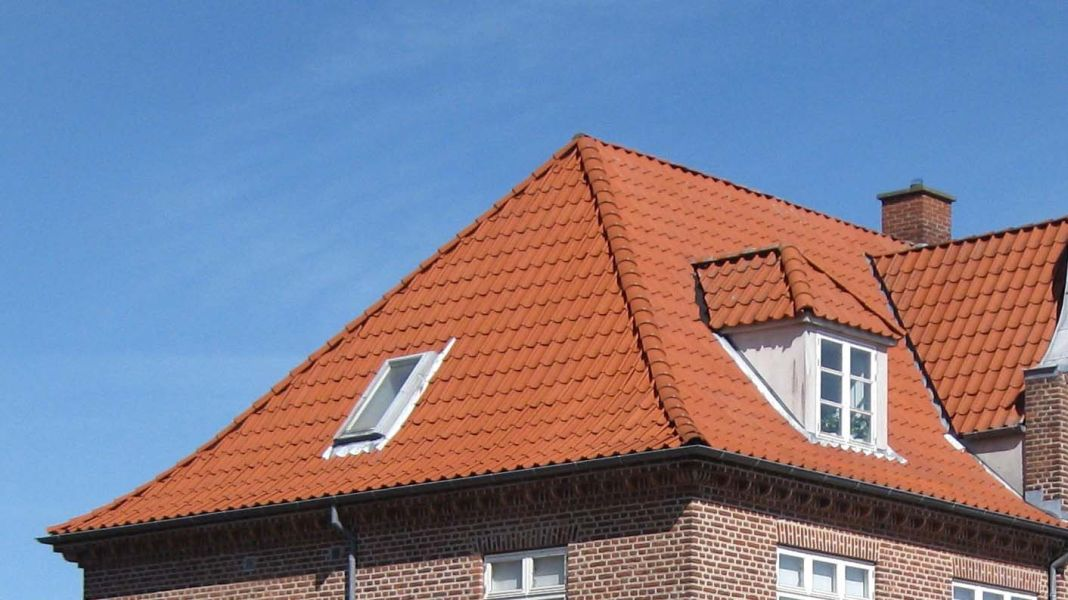
Finestra de teulada en cul a l'esquerra, claraboia a la dreta

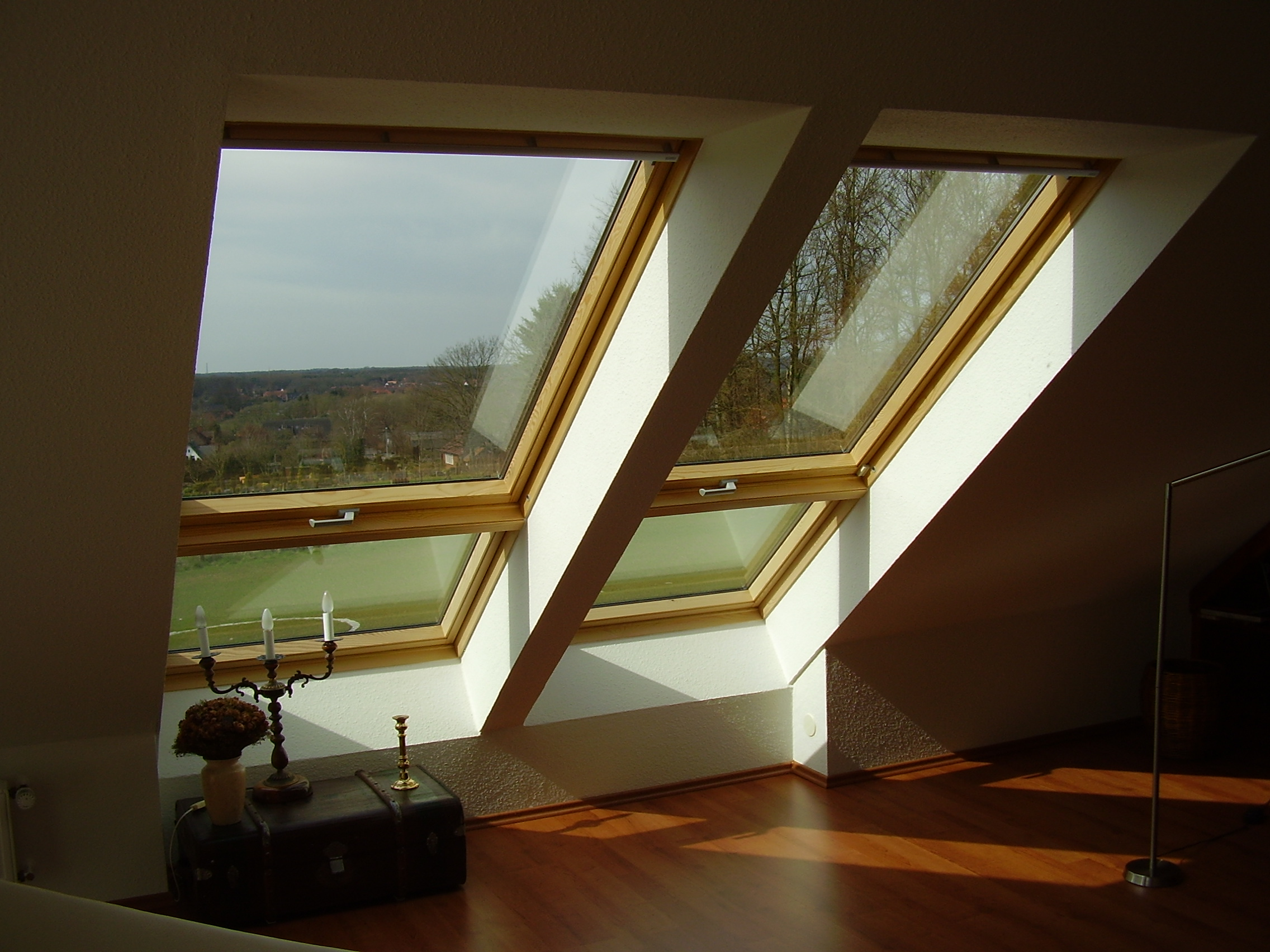
Finestra de teulada continent una part fixa i una part mòbil

Una finestra de teulada, finestra teuladera o finestra rampant és una obertura practicada a una teulada.

## Finestra de teulada
Una finestra de teulada és una finestra d'almenys 0,8 m2 perforada sobre una teulada.
Es distingeix:
- Finestra de teulada sense coberta: contrabastiment de teulada, ull de bou, finestra complementària per a vidriera, finestra-balcó o finestra balconera
- Finestra de teulada amb coberta: claraboia, chien-assis (claraboia de teulades amb pendent).

## Contraquadre de teulada
El contrabastiment de teulada és un bastiment envidrat tenint el mateix pendent que la teulada al qual és fixat.
És una finestra perforada en una teulada (directament integrada o sobre un bastiment de l'estructura (fr. costière) el bastiment de la qual, de fusta o metàl·lica d'una sola peça, s'obre per rotació (bastiment oscil·lant), per rotació o projecció panoràmica o totes dues coses alhora (fr. châssis à tabatière).
L'obertura es pot fer per un cordó, un pom, una barra de manobra o una canya telescòpica
Una vàlvula de ventilació va sovint integrada a la barra de manobra per a renovar l'aire, amb la finestra tancada.

## Tabatière
La tabatière o châssís à tabatière és un bastiment de teulada que té el mateix pendent que la teulada a la qual va fixat, compost d'una finestra perforada en una teulada el bastiment de la qual, de fusta o metàl·lica d'una sola peça que s'obre com la tapadora d'una tabaquera o tabatière en francès.
A l'origen, no es tracta d'una finestra ans d'una simple obertura rectangular per a donar del dia a una golfa i tancada per un batent envidrat. La vertadera tabatière s'obre per « projecció panoràmica », l'eix de rotació essent situat a la part alta de l'obertura; l'« obertura per rotació » designa més específicament la tabatière original l'eix de rotació de la qual se situa aproximadament al mig del batent.

## Galeria

Diferents obertures de teulat
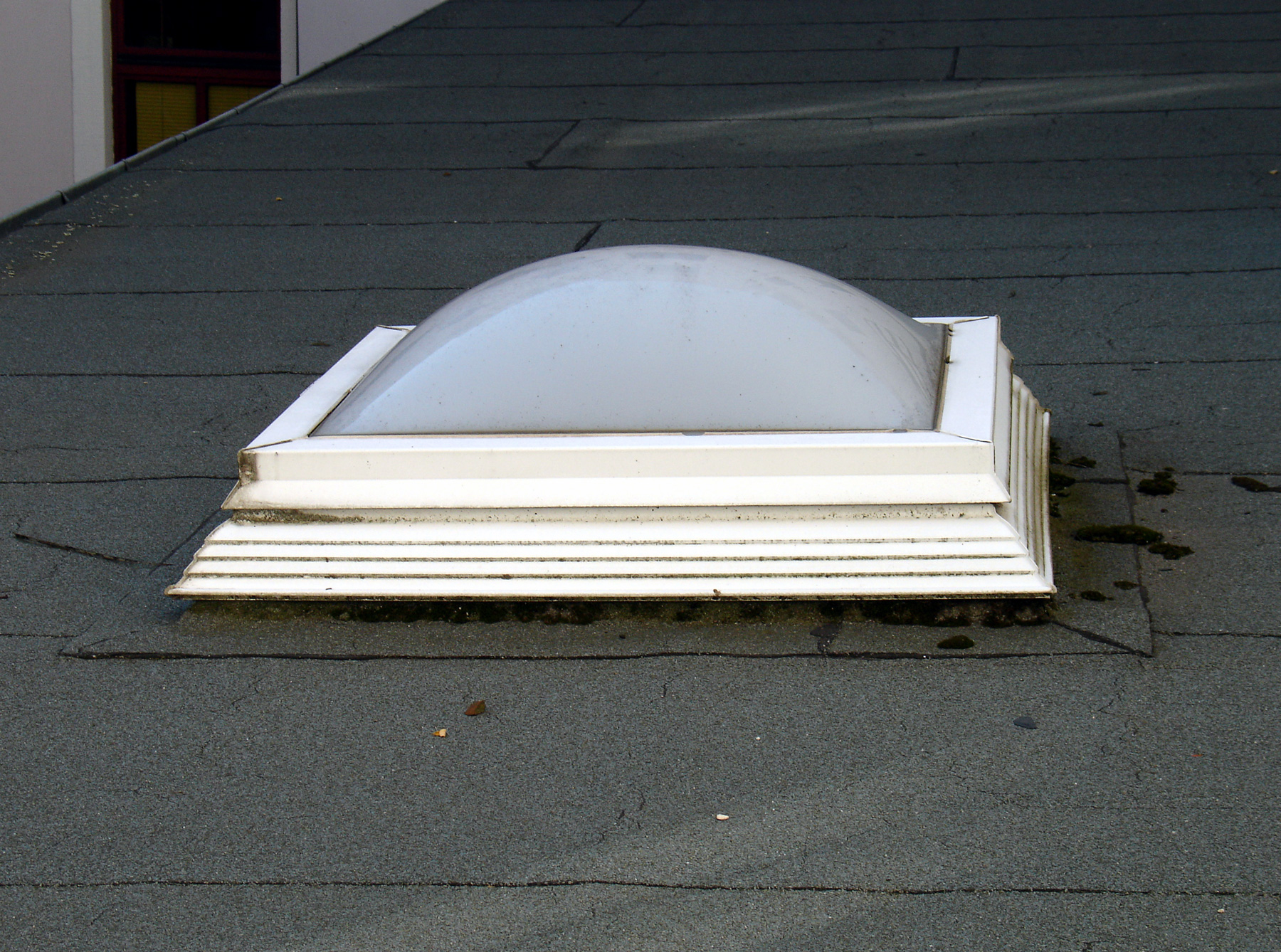
Pou de llum en cúpula
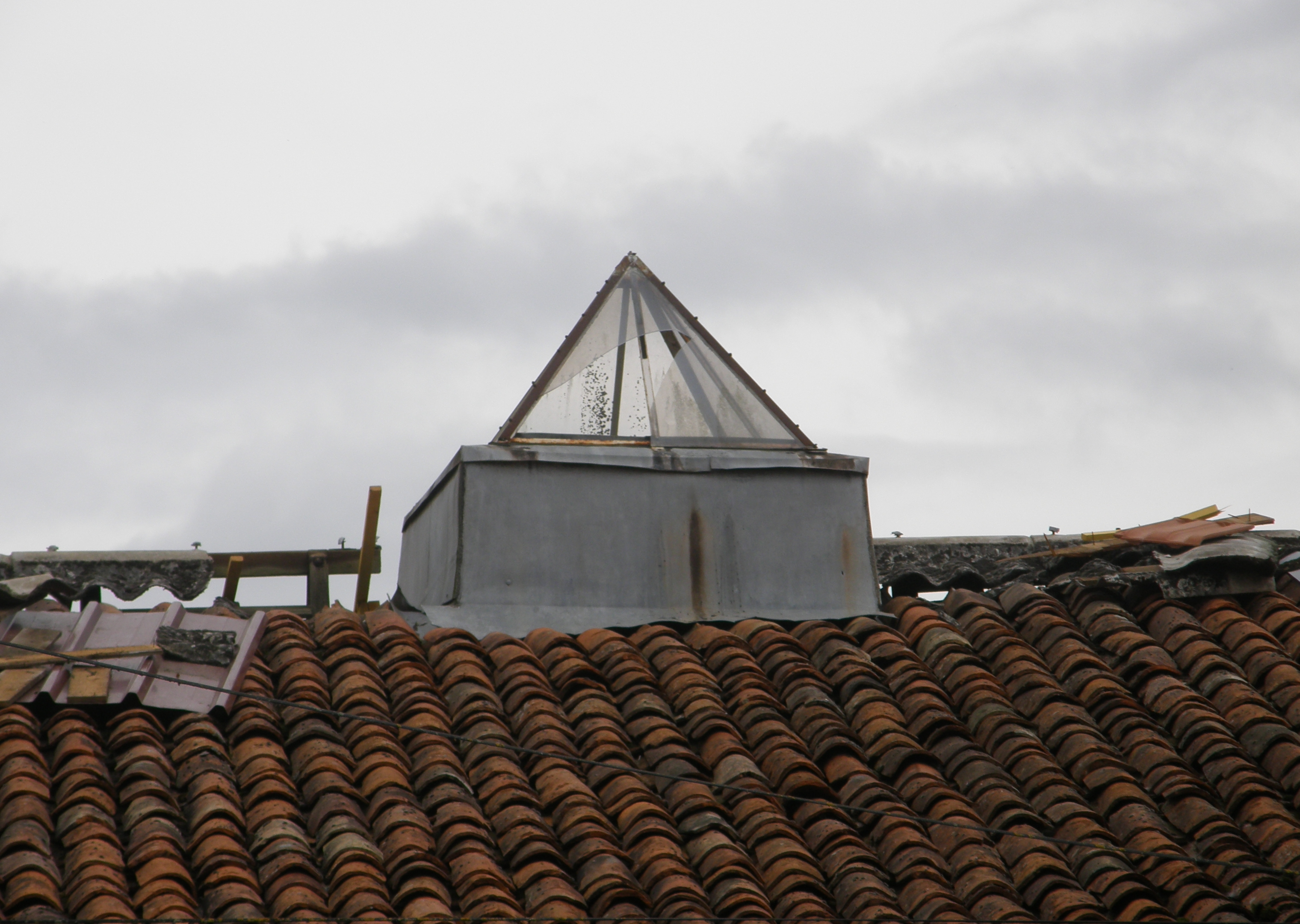
Flamenca en un teulat de teules romanes al Nord de la Meuse a França
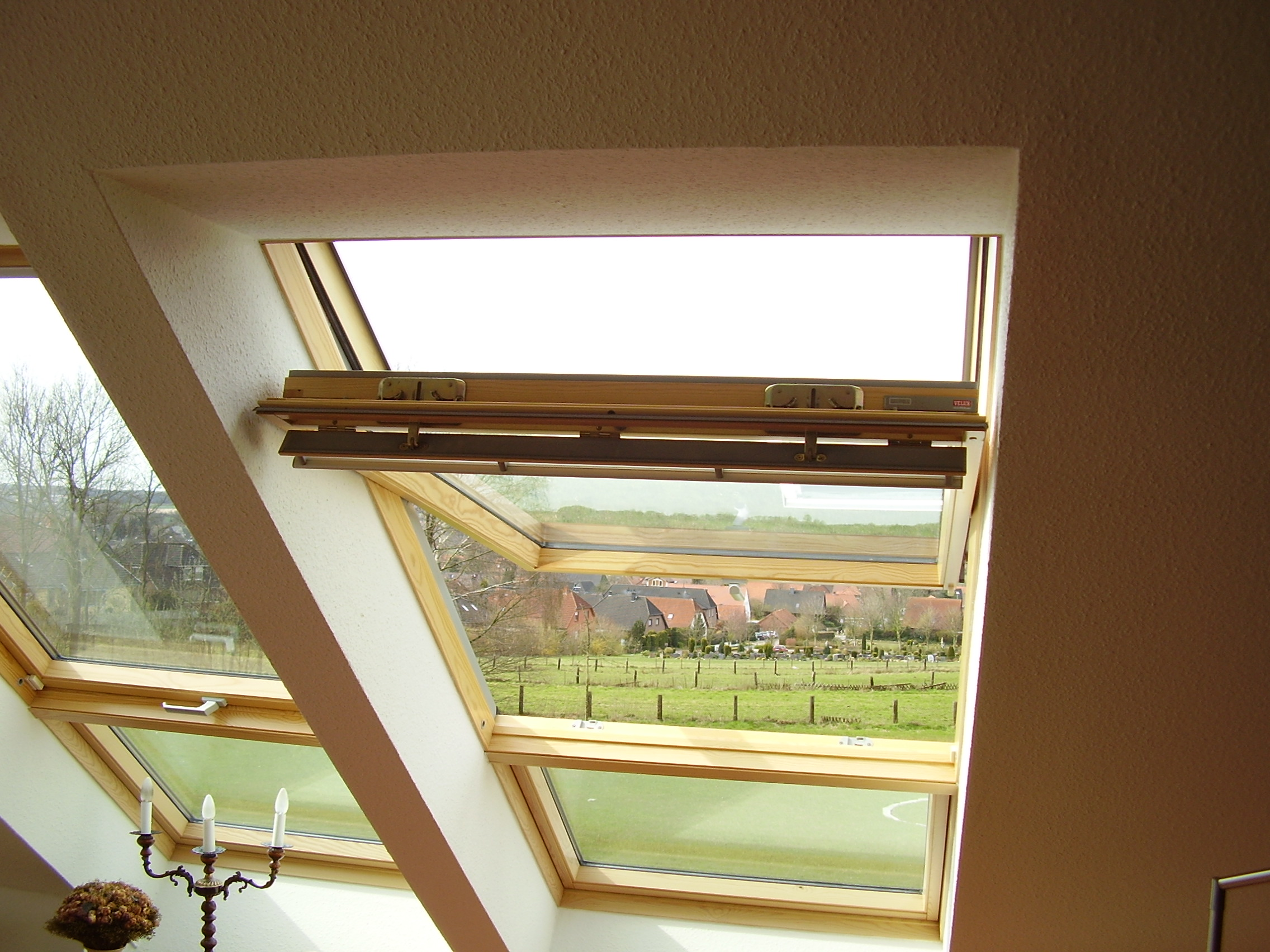
Châssis à tabatière de tipus Velux, l'eix de rotació del qual no se situa a la part superior del batent